# Giovanni Paolo Donati
Giovanni Paolo Donati (L'Aquila, ...) è un pittore italiano, probabile allievo di Pompeo Cesura e attivo in Abruzzo nella seconda metà del XVI secolo..

## Biografia
Figlio del pittore Pietro Donati, che fu allievo di Saturnino Gatti, nacque a L'Aquila tra il 1530 e il 1540. La prima opera di cui si ha documentazione è la Beata Vergine ed i misteri del rosario, dipinta nel 1577 per la chiesa di Santo Stefano di Pizzoli ed oggi scomparsa. Di questo periodo, sono a lui attribuiti anche tre importanti opere per la chiesa di Santa Maria Paganica all'Aquila: l'Assunta, il San Giovanni Battista e il San Girolamo, tutti posti nell'abside della basilica ed in cui si intravedono influenze dello stile del conterraneo Pompeo Cesura, dal quale il Donati fu influenzato.
Per la sacrestia della basilica di San Bernardino dipinse poi il maestoso Tobiolo e l'angelo, storicamente ascritto alla mano di Giovan Paolo Cardone e solo recentemente avvicinato al Donati, conservato nel museo nazionale d'Abruzzo; resta invece incerta la paternità di alcuni dipinti sulle volte di Palazzo Fibbioni.
Nel 1581 lavorò alla coloratura dell'orologio per il Duomo dell'Aquila. L'anno seguente Marcantonio Branconio gli commissionò la decorazione della cappella di famiglia nella chiesa di San Silvestro, dove il Donati dipinse, sulla volta, il Cielo Stellato e sulle pareti, le Storie ed i misteri della Madonna e la Nascita del Battista, terminati nel 1586. L'opera venne poi modificata e coperta nel secolo seguente per mano di Giulio Cesare Bedeschini. Al 1585 è datato il dipinto Noli me tangere per la chiesa di San Pietro a Coppito ed oggi nella collezione del museo nazionale d'Abruzzo. Di discussa attribuzione è l'Immacolata Concezione del 1586 collocata nell'abside della chiesa di Santa Chiara, inizialmente attribuita al Cardone insieme ad altri dipinti della stessa chiesa.
La data della sua morte è ignota, ma successiva al 30 novembre 1607.